# Gate of Taipei
Gate of Taipei (chinesisch: 台北雙子星大樓) bezeichnet einen geplanten Gebäudekomplex bestehend aus zwei Wolkenkratzern in Taipeh, Taiwan. Der Komplex wurde von dem japanischen Architekten Fumihiko Maki gestaltet. Der Bauauftrag und Vertrag wurde 2019 widerrufen und im Dezember 2019 vom Clevo-Hongwell-Konsortium übernommen um den Bau zum Abschluss zu bringen.

## Bauphase
Der Grundstein für das Projekt wurde Ende 2009 gelegt, jedoch begannen die Arbeiten erst 2013. Hauptentwickler des Gates of Taipei ist China Engineering Consultants Inc (CECI). Die Kosten für den Komplex werden auf circa 12 Milliarden New Taiwan $, umgerechnet circa 350 Millionen €, geschätzt.

## Gebäude und Nutzung
Der Hauptturm, der aus mehreren leicht zurückgestuften Rechtecken besteht, soll eine Höhe von 318 Meter erreichen und damit das zweithöchste Gebäude der Stadt nach dem 508 Meter hohen Taipei 101 und das dritthöchste Gebäude des Landes, hinter dem besagten Taipei 101 und dem Tuntex Sky Tower in der Stadt Kaoshiung sein. Der nahe dem Hauptbahnhof gelegene kompakte Gebäudekomplex soll neben einem Hotel und Büros im 76-stöckigen Hochhaus auch über ein Einkaufszentrum verfügen.

## Umgebung
Das Gate of Taipei ist Teil eines Plans zur Erneuerung und Modernisierung der Stadt Taipeh. Im Rahmen dieses Plans sollen rund um den Gebäudekomplex Gate of Taipei weitere neue Gebäude errichtet werden. Auch der nahegelegene Bahnhof der Stadt soll ausgebaut und erneuert werden. Im Rahmen der Erneuerung des Bahnhofes, die ebenfalls vom Architekten Fumihiko Maki geplant werden wird, wird auch eine neue Linie entstehen, der Mass Rapid Transit (MRT), der den neuen Bahnhof von Taipeh mit dem Taiwan Tao-yuan International Airport verbinden wird. In der Umgebung des Gebäudekomplexes soll außerdem ein modernes Stadtbild mit weitläufigen Grünflächen entstehen.